# Монетная башня
Монетная башня (нидерл. Munttoren или Munt) — башня в Амстердаме, Нидерланды. Стоит на оживлённой Монетной площади (нид.), при слиянии реки Амстел и канала Сингел, у цветочного рынка и восточной части торговой улицы Калверстрат.

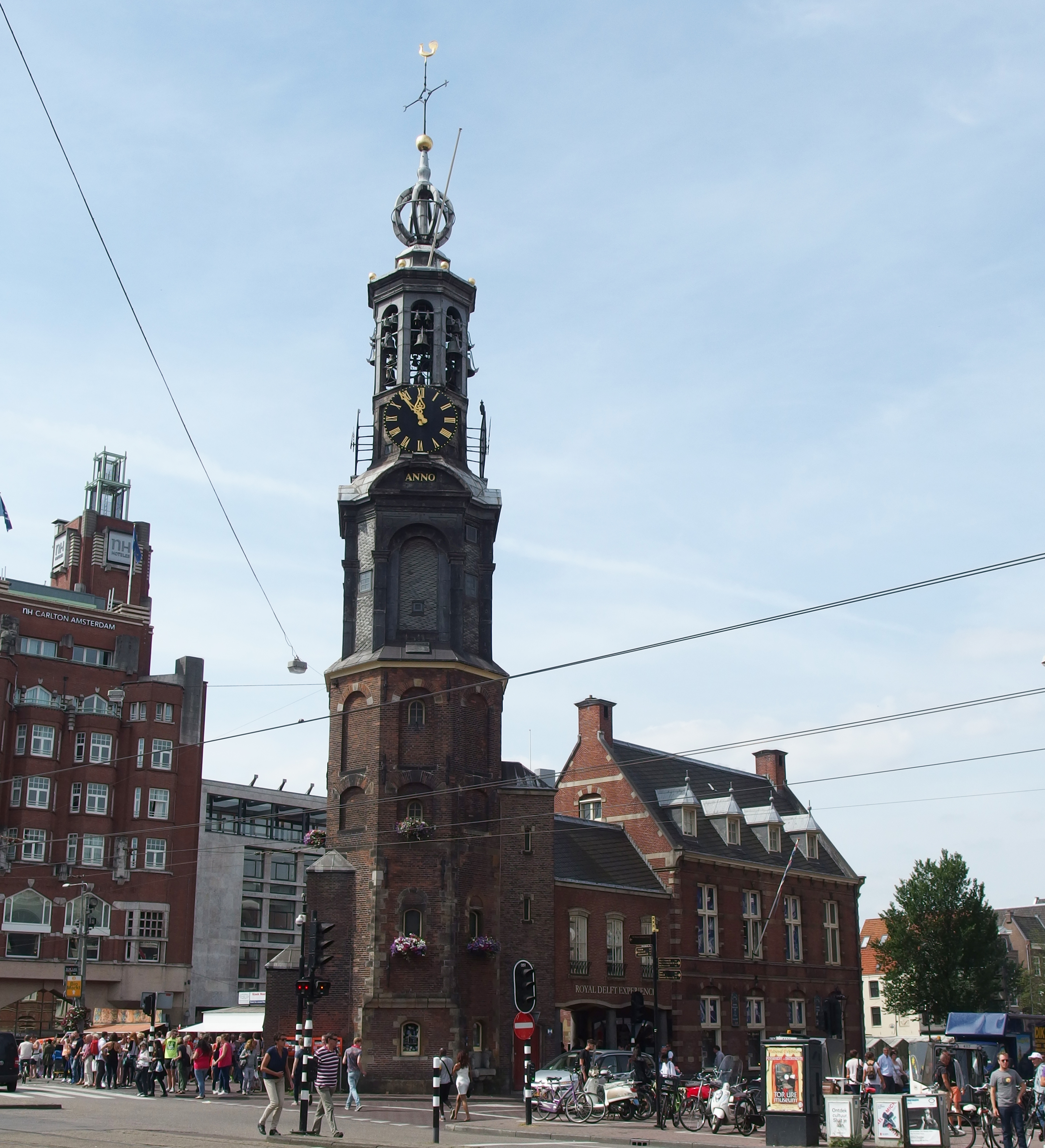
Монетная башня и дом стражи

## История
Башня первоначально была частью Регулирспоурт (нидерл. Regulierspoort), одних из главных ворот в средневековой городской стене Амстердама. Ворота, построенные в 1480—1487 годах, состояли из двух башен и дома стражи.
После пожара 1618 года сохранились только дом стражи и часть западной башни. Башня была восстановлена в стиле Ренессанс в 1619—1620 годах. Восьмигранная верхняя часть с элегантным шпилем и часами, имеющими четыре циферблата и карильон колоколов, были построены по проекту Хендрика де Кейзера. В XV веке прямо у Регулирспоурт был скотный рынок, в память о чём на ту же башню водрузили ещё и золотой флюгер с фигуркой быка.
Своё современное название башня получила потому, что в XVII веке она временно использовалась вместе с домом стражи в качестве монетного двора. Дом стражи, который пережил пожар 1618 года практически без потерь, был заменён на новое здание в стиле неоренессанса в 1885—1887 годах.

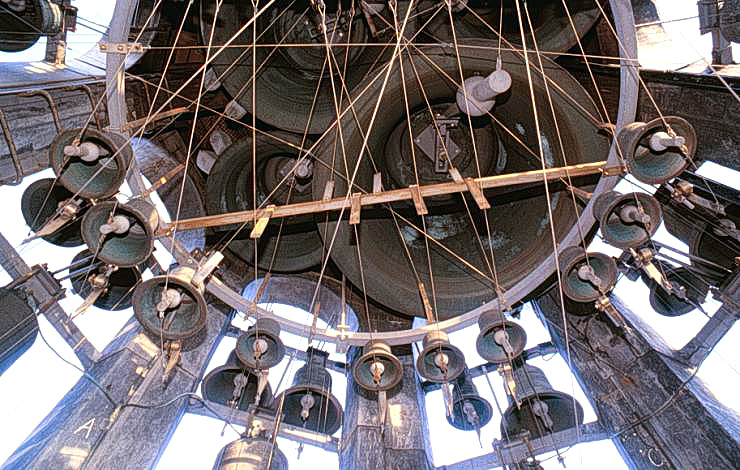
Карильон Монетной башни

## Карильон
Карильон сделан в 1668 году Питером Хемони (англ.), который добавил новые колокола к механизму, сделанному ещё в 1651 году вместе с братом Франсуа для башни фондовой биржи Амстердама. В 1959 и 1993 годах некоторые из оригинальных малых колоколов, которые были повреждены за многие годы, были заменены на новые колокола. Сейчас[когда?] карильон состоит из 38 колоколов (на два больше, чем первоначально). Колокола звонят каждые четверть часа. По субботам между 14 и 15 часами карилионер Амстердама даёт концерт на колоколах.